# Lucas Browne
Lucas Browne (Auburn, 14 aprile 1979) è un pugile e lottatore di arti marziali miste australiano.
Soprannominato "Big Daddy", è stato detentore del titolo WBA dei pesi massimi. In precedenza è stato anche campione australiano della medesima categoria di peso. Noto per la sua stazza e per il suo stile di combattimento aggressivo, nel corso della sua carriera ha sconfitto avversari come Travis Walker, Richard Towers, James Toney e Ruslan Chagayev.

## Carriera professionale
Browne compie il suo debutto da professionista il 20 marzo 2009, sconfiggendo il connazionale Jason Keir per KO alla quarta ripresa.
Grazie all'aiuto del suo promoter Ricky Hatton, nel dicembre 2015 viene annunciato come nuovo sfidante di Ruslan Chagayev per il titolo mondiale WBA.
Il 5 marzo 2016 si laurea campione del mondo WBA battendo Ruslan Chagayev per KO tecnico alla decima ripresa, nonostante un match in sofferenza per i primi 9 round. Poco dopo la vittoria, tuttavia, viene trovato positivo ad un test antidoping e privato così della cintura appena conquistata.